# Латентное размещение Дирихле
Латентное размещение Дирихле (LDA, от англ. Latent Dirichlet allocation) — применяемая в машинном обучении и информационном поиске порождающая модель, позволяющая объяснять результаты наблюдений с помощью неявных групп, благодаря чему возможно выявление причин сходства некоторых частей данных. Например, если наблюдениями являются слова, собранные в документы, утверждается, что каждый документ представляет собой смесь небольшого количества тем и что появление каждого слова связано с одной из тем документа. LDA является одним из методов тематического моделирования и впервые был представлен в качестве графовой модели для обнаружения тематик Дэвидом Блеем, Эндрю Ыном и Майклом Джорданом в 2003 году.
В LDA каждый документ может рассматриваться как набор различных тематик. Подобный подход схож с вероятностным латентно-семантическим анализом (pLSA) с той разницей, что в LDA предполагается, что распределение тематик имеет в качестве априори распределения Дирихле. На практике в результате получается более корректный набор тематик.
К примеру, модель может иметь тематики классифицируемые как «относящиеся к кошкам» и «относящиеся к собакам», тематика обладает вероятностями генерировать различные слова, такие как «мяу», «молоко» или «котёнок», которые можно было бы классифицировать как «относящиеся к кошкам», а слова, не обладающие особой значимостью (к примеру, служебные слова), будут обладать примерно равной вероятностью в различных тематиках.